# Sumber Kolak
Sumber Kolak is een bestuurslaag in het regentschap Situbondo van de provincie Oost-Java, Indonesië. Sumber Kolak telt 13.095 inwoners (volkstelling 2010).